# Paljas (clown)

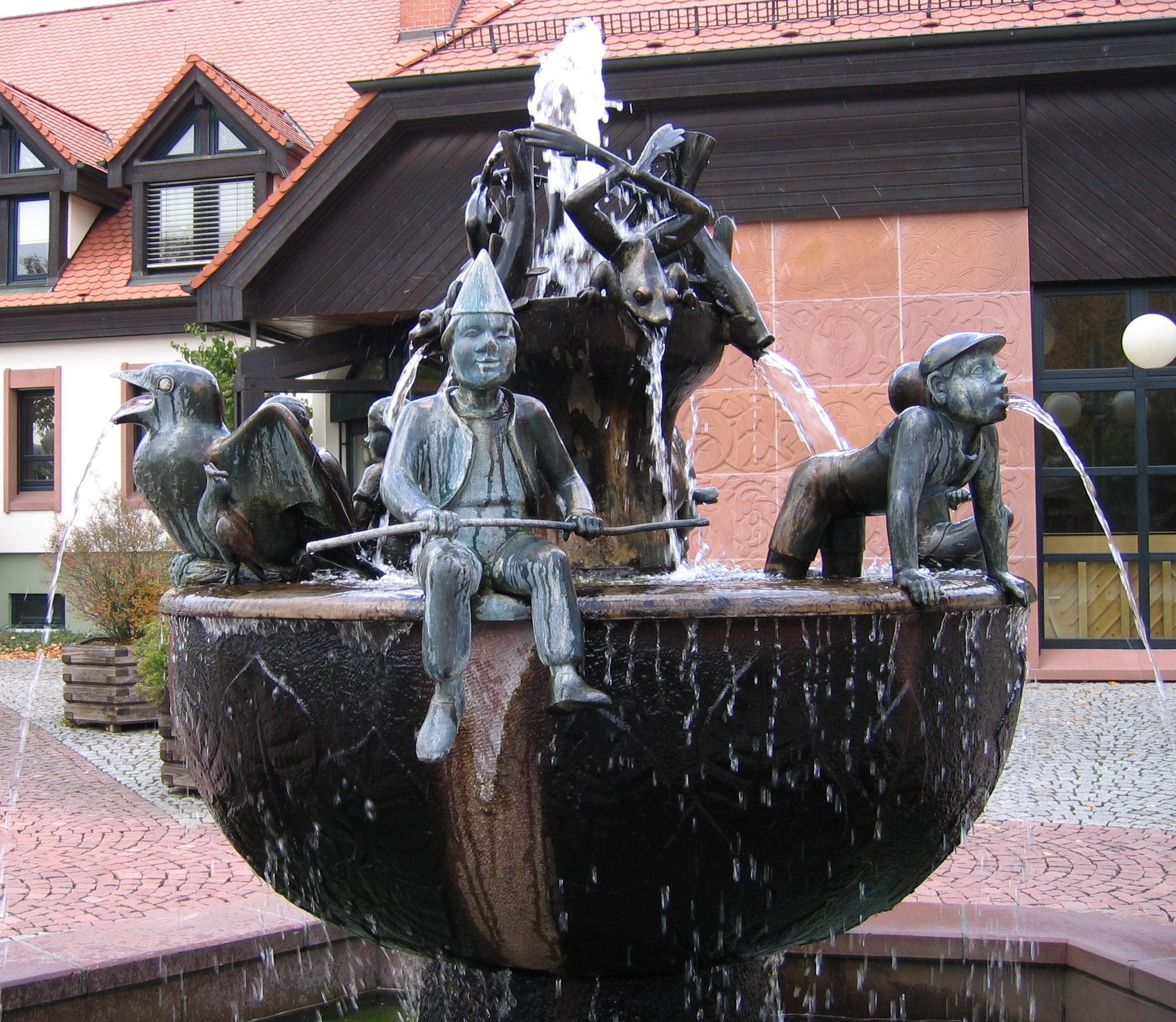
Paljas en andere figuren in Enkenbach-Alsenborn

Een paljas is een clownsfiguur, oorspronkelijk met stro uit de kleren stekend, een levende vogelverschrikker. Zijn opdracht is om andere clowns te parodiëren. De figuur ontwikkelde zich in verschillende landen op verschillende manieren.
In Nederland is de kleding rood-wit-blauw geruit, in Italië wit met een wit geschminkt gezicht en een conische hoed. De term is afkomstig uit het Frans (paillasse, 'stropop', van paille, 'stro') en komt ook voor in het Spaans (payaso), het Catalaans (pallasso), het Portugees (palhaço) en het Italiaans (pagliaccio of bajazzo). Het laatste woord heeft zich ontwikkeld tot Bajass in het Duits.
In het Nederlands is het ook de benaming voor een schertsfiguur, een persoon waarvan men een lage dunk heeft.
In Alsenborn (Duitsland) is een Bajasseum, een circusmuseum, opgedragen aan de paljas.
In het begin van de 20e eeuw was de Bajazzo een speelautomaat.

## Muziek
- Pagliacci (De paljassen) is de titel van een opera in twee akten en een proloog van de Italiaanse componist Ruggero Leoncavallo.
- Il pagliaccio is een liedje van de Italiaanse zanger Cesare Cremonini.
- De Italiaanse versie van het lied King of clowns van Neil Sedaka is genaamd Il re dei pagliacci.